# Wang Jingbin
Wang Jingbin (en chinois : 王靖斌 ; pinyin : Wáng Jìngbīn) est un footballeur international chinois né le 9 mai 1995 à Benxi.

## Biographie

### En équipe nationale
Il reçoit sa première sélection en équipe de Chine le 10 janvier 2017, contre l'Islande (défaite 0-2). Il inscrit son premier but quatre jours plus tard, contre la Croatie (match nul 1-1).

## Palmarès
- Champion de Chine en 2017 avec le Guangzhou Evergrande